# Alliance of Democrats (Lesotho)
Die Alliance of Democrats (AD; Sesotho: Pele-Feela; deutsch etwa: „Allianz von Demokraten“ bzw. „Nur voran!“) ist eine Partei in Lesotho. Sie wurde 2016 als Abspaltung des Democratic Congress (DC) gegründet und ist in der National Assembly vertreten. Von 2017 bis 2020 stellte sie die zweitgrößte Fraktion der Koalition unter Thomas Thabane.

## Geschichte
Im November 2016 stellte sich der stellvertretende DC-Parteivorsitzende Monyane Moleleki und der von ihm geführte lirurubele-Flügel gegen seinen Parteichef und Premierminister Pakalitha Mosisisli und dessen Koalitionsregierung, so dass sie dieser die parlamentarische Mehrheit entzogen. Moleleki wurde daraufhin aus dem DC ausgeschlossen und gründete die Alliance of Democrats, deren Parteivorsitzender er wurde. Mit dem ehemaligen Premierminister und Oppositionsführer Thomas „Tom“ Thabane (All Basotho Convention, ABC) und den Vorsitzenden der anderen beiden oppositionellen Parteien schloss er einen Pakt, der Moleleki das Amt des Premierministers und Thabane das des Stellvertreters einbringen sollte.
In Folge der Parteigründung und einer weiteren Abspaltung beim Lesotho Congress for Democracy (LCD) wurde die National Assembly auf vorerst unbestimmte Zeit geschlossen. Die AD wurde am 13. Januar offiziell registriert. Ende Januar 2017 führte sie Kundgebungen durch und stellte ihre Parteisymbole vor. Als wichtiger Programmpunkt wurde die Schaffung von Arbeitsplätzen genannt. Moleleki verlangt anders als die Vorsitzenden der anderen drei verbündeten Parteien eine Anwendung des Amnesty Bill von 2016, der für Angehörige der Sicherheitskräfte, die zwischen den Jahren 2007 und 2015 Gewalttaten verübt haben, eine Amnestie vorsieht. Am 24. Februar 2017 traf das Parlament erneut zusammen. 14 ehemalige DC-Abgeordnete wechselten daraufhin als AD-Fraktion auf die Oppositionsbänke, neun weitere DC-Abgeordnete erklärten ebenfalls ihre Loyalität mit der AD, konnten jedoch nicht wechseln, da sie ihr Mandat nach dem Verhältniswahlrecht über eine Parteiliste erhalten hatten und daher formal an die Parteimitgliedschaft gebunden waren. Am 1. März kam es durch Moleleki zu einem Misstrauensvotum, das die Opposition durch Rufabstimmung (viva voce) gewann. In der Folge entschied sich Mosisili für Neuwahlen – andernfalls wäre Moleleki Premierminister geworden.
Bei den Wahlen im Juni 2017 erhielt die AD neun Sitze; Moleleki konnte sein Direktmandat, das er als DC-Mitglied erhalten hatte, verteidigen. Die AD schloss sich in der Folge mit zwei kleineren Parteien der ABC in einer Koalitionsregierung an. Am 19. Mai 2020 wurde Thabane durch eine neue Koalition unter Ausschluss der AD zum Rücktritt gezwungen, so dass die AD aus der Regierung ausschied.

## Struktur
An der Spitze steht der Parteivorsitzende, dem ein Stellvertreter – bis zu seinem Tod im Dezember 2017 Kabelo Mafura – und ein Generalsekretär – bis zur Wahl 2017 Mokhele Moletsane – zur Seite stehen. Sie bilden mit weiteren Funktionären das National Executive Committee.
Die Alliance of Democrats Youth League ist die Jugendorganisation der Partei, die Alliance of Democrats Women’s League repräsentiert die Interessen der weiblichen Mitglieder.

## Darstellung
Die Parteifarben sind weiß, schwarz und rot. Als Symbol dient ein breiter Laubbaum.